# Масловская, Дорота
Дорота Масловская (пол. Dorota Masłowska, 3 июля 1983, Вейхерово) – польская писательница, романист и драматург.

## Биография
Училась на факультете психологии Гданьского университета, перешла на факультет культурологии Варшавского университета. Дебютировала в семнадцатилетнем возрасте в женском ежемесячном журнале Twój styl, где победила в литературном конкурсе и опубликовала страницы своего дневника, что принесло ей первую известность. В начале 2009 по стипендии DAAD выехала с дочерью в Берлин.

## Произведения
- 2002: «Польско-русская война под бело-красным флагом» / пол. Wojna polsko-ruska pod flagą biało-czerwoną (роман, издан в Великобритании, США, Франции,  ФРГ, Испании, Нидерландах, Чехии, России, Украине, инсценирован, экранизирован Ксаверием Жулавским; престижная польская премия Паспорт Политики)
- 2005: «Павлин королевы» / пол. Paw królowej (роман, переведён на фр., нем., чеш., белорус.  яз., польская премия Нике)
- 2006: «Два бедных румына, говорящих по-польски[пол.]» / пол. Dwoje biednych Rumunów mówiących po polsku (драма, переведена на английский, французский, немецкий, русский языки, поставлена в Великобритании)
- 2008: «У нас всё хорошо» / пол. Między nami dobrze jest (драма, поставлена в Польше Гжегожем Яжиной, 2010, спектакль показан в Москве в рамках фестиваля Золотая маска, перевод Ирины Киселевой)